# Gold Circle
Gold Circle was een discount warenhuisketen gevestigd in Ohio. Deze warenhuisketen werd opgericht in 1967 als een divisie van Federated Department Stores. Toen de keten in 1988 werd verkocht en opgeheven had Gold Circle 76 winkels.

## Geschiedenis
De keten die in 1967 werd opgericht in Columbus, Ohio was vooral actief in New York, Ohio, Kentucky en West- Pennsylvania. Het hoofdkantoor van de keten en het distributiecentrum bevonden zich in Worthington, Ohio, een noordelijke voorstad van Columbus. In 1984 viel Gold Circle op als de eerste grote discounter die ketenbrede UPC-streepjescodescanning implementeerde in een poging om de wachttijd bij de kassa's te verkorten en de voorraden nauwkeuriger in beeld te hebben en de bevoorrading van winkelartikelen te versnellen.

### Fusie met Richway
In 1986 voegde Federated Department Stores de Gold Circle-divisie samen met zijn Richway Department Stores-divisie, een andere discountwarenhuisketen. Beide ketens bleven onder hun eigen naam actief, hoewel verschillende Richway-winkels werden omgezet in Gold Circle-winkels. De inkoop- en andere administratieve functies voor beide ketens werden samengevoegd in het hoofdkantoor van Gold Circle in Worthington, Ohio.

### Opheffing
Nadat Campeau Corporation in 1988 Federated Department Stores had overgenomen, werd Gold Circle samen met Richway opgeheven. De keten werd eind 1988 ontmanteld, waarbij Kimco Development alle winkellocaties verwierf, terwijl het hoofdkantoor en het distributiecentrum in afzonderlijke transacties werden verkocht. Hills nam de huur van 35 Gold Circle-winkels over in Ohio, New York en Kentucky en veranderde ze na de opheffingsverkoop onmiddellijk in Hills-winkels, die begin 1989 weer opengingen. Sommige van de Gold Circle-winkels werden Hills Department Stores of Target, terwijl de winkels in Springfield en Elyria, Ohio, een Kmart werden. Een winkel in New Kensington, Pennsylvania, was eerder omgebouwd tot een Giant Eagle.

## Fotogalerij

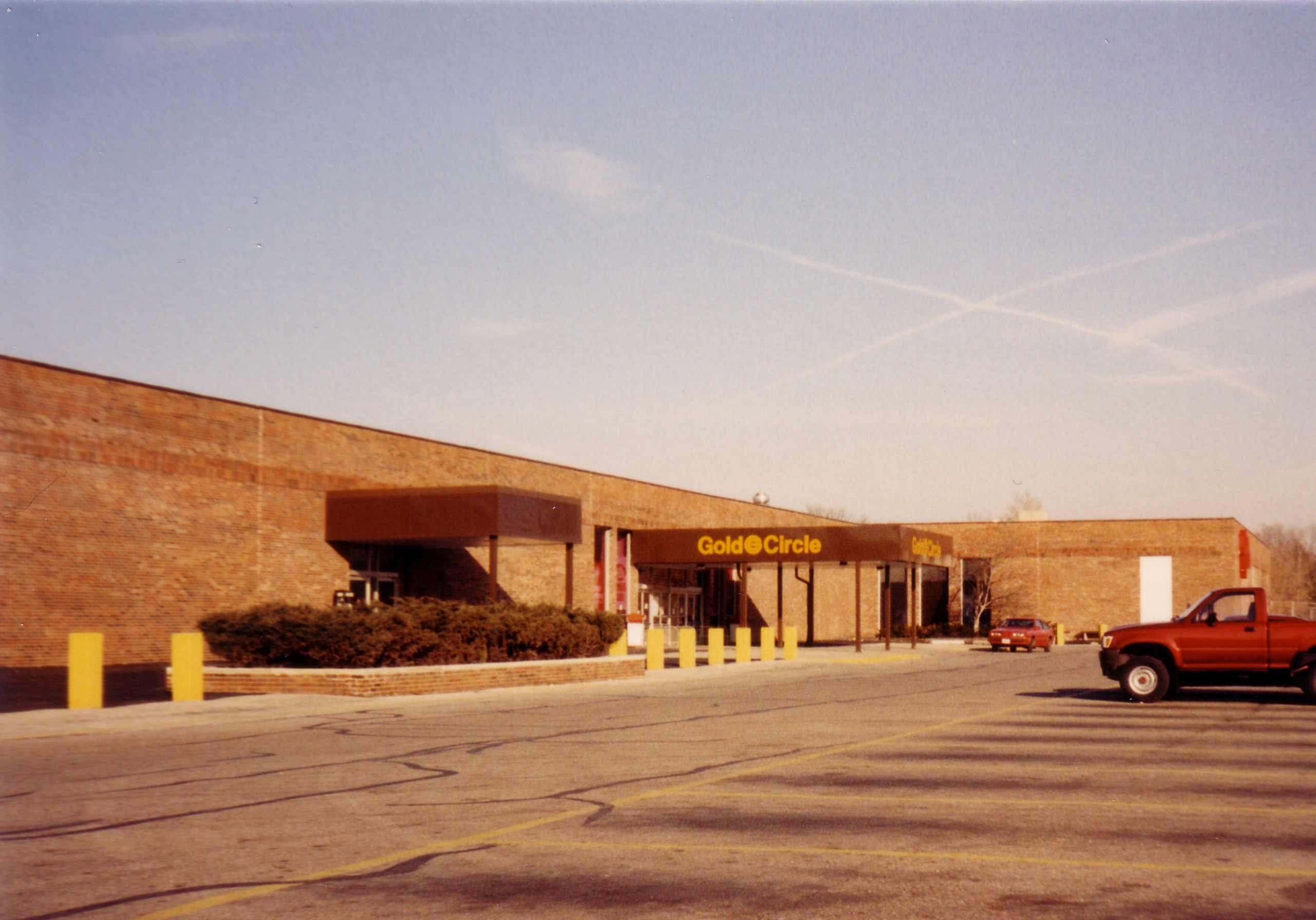
Gold Circle, Olentangy River Rd., Columbus (1989)
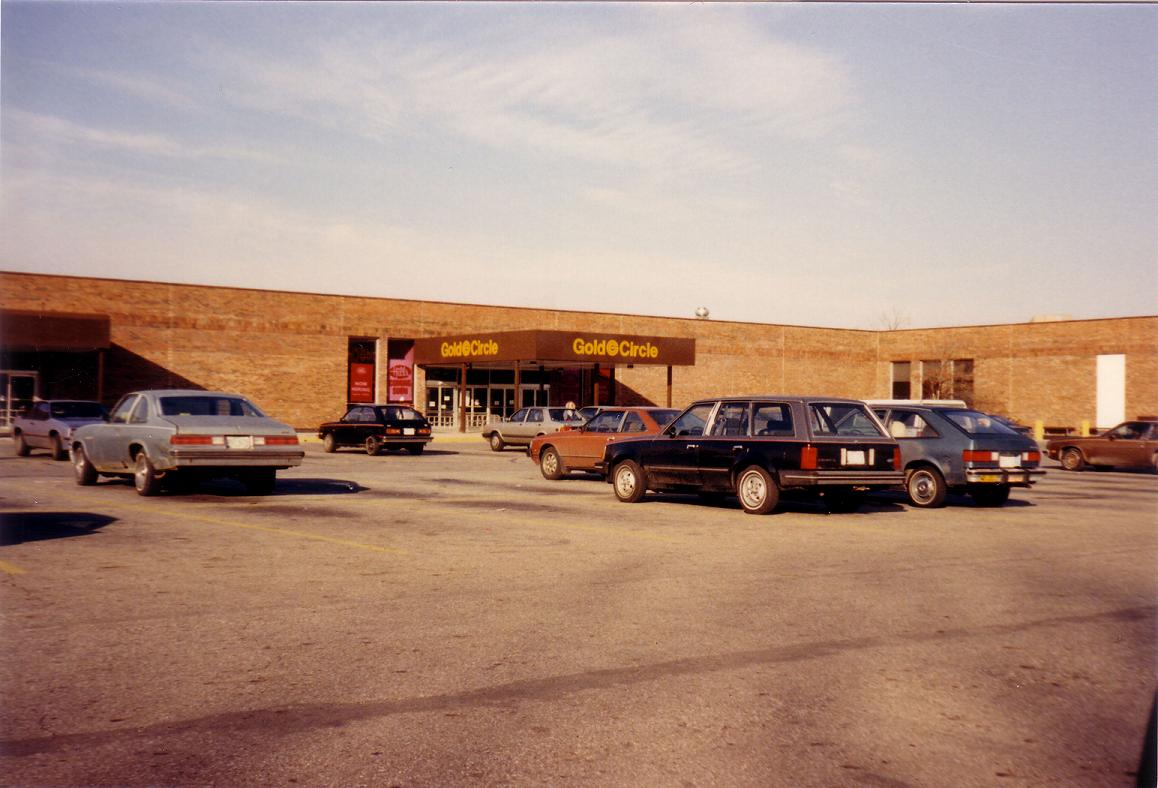
Gold Circle, Olentangy River Rd., Columbus (1989)
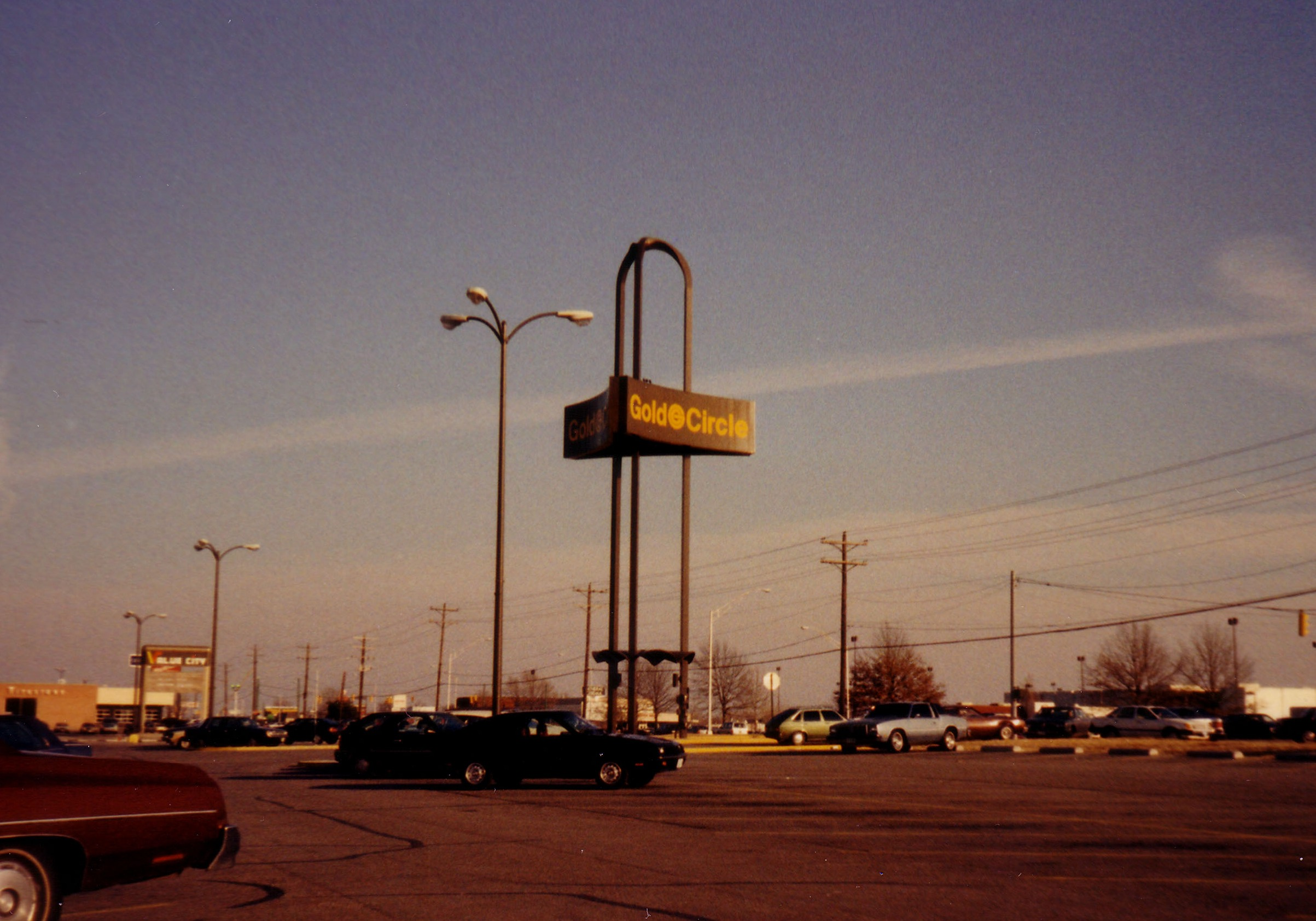
Gold Circle, Morse Rd. Landmark Sign (Now Frankin County Board of Elections)

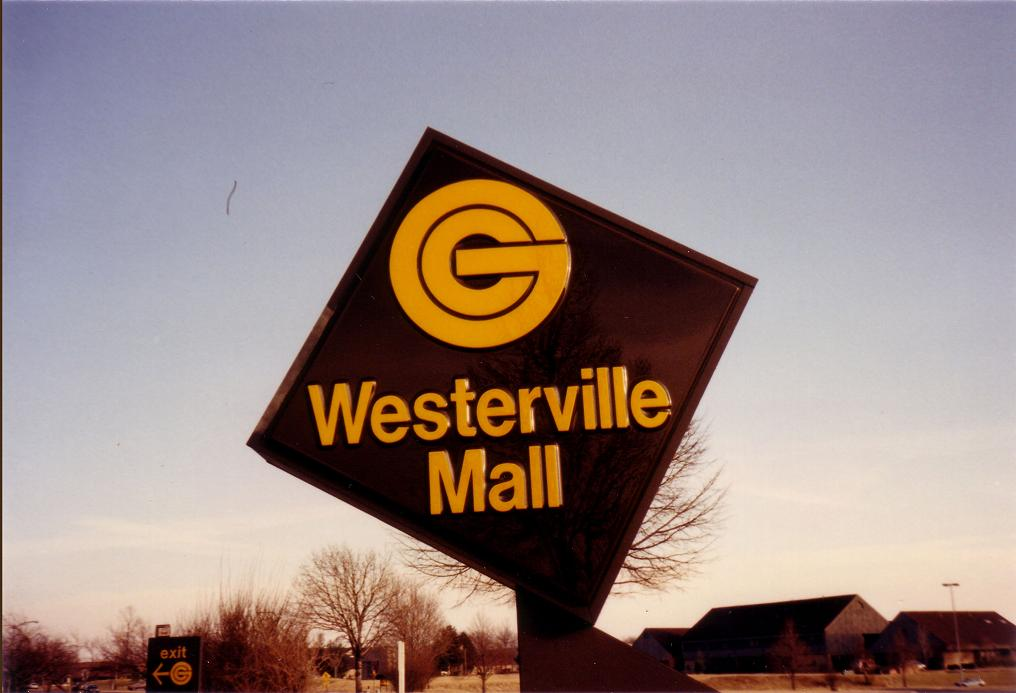
Gold Circle Westerville Mall (1989)
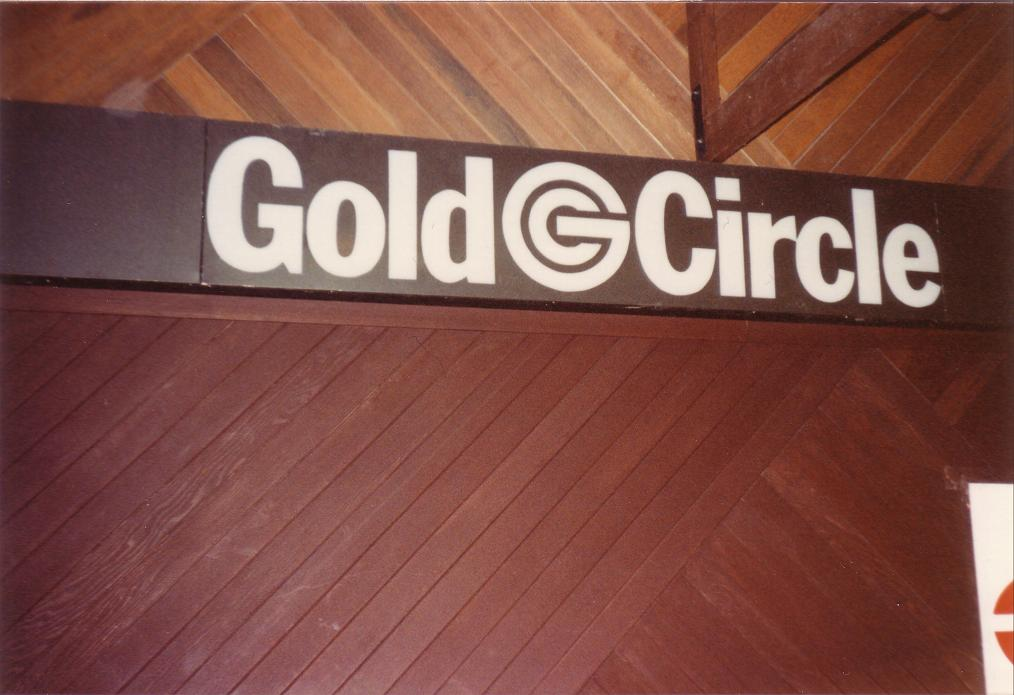
Gold Circle Westerville Mall - Mall Entrance (1989)
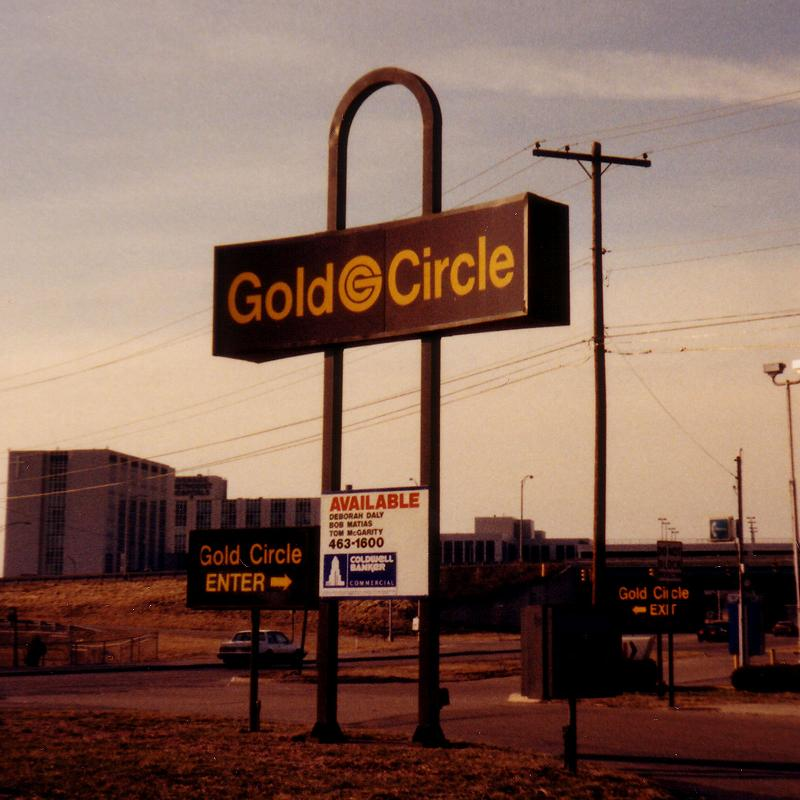
Gold Circle, Olentangy River Rd., Columbus (1989)